# تور جهانی ملودراما
تور جهانی ملودراما (انگلیسی: Melodrama World Tour) دومین تور کنسرت از خواننده نیوزیلندی لرد است که برای حمایت از دومین آلبوم استودیویی‌اش، ملودراما (۲۰۱۷) انجام گردید.